# Pedro de Astigarraga Amezaga
Pedro Gumersindo Eduardo de Astigarraga Amezaga (Bilbao, 18 de febrero de 1882-Bilbao, 9 de septiembre de 1965) fue un médico y futbolista español que jugó como delantero en el RCD Espanyol y el Athletic Club. Posteriormente sirvió como el sexto presidente de este último club entre 1910 y 1911, y nuevamente entre 1917 y 1919.

## Primeros años y educación
Pedro de Astigarraga nació en Bilbao el 18 de febrero de 1882. Estudió medicina en Barcelona y Madrid, especializándose en Francia y Alemania.

## Carrera deportiva
En 1902, Astigarraga, con 20 años, fue uno de los socios fundadores del Real Club Marítimo del Abra, siendo el número 17.
En su juventud, Astigarraga fue uno de los fundadores del Athletic Bilbao en 1901, a la edad de 19 años. Mientras estudiaba en Barcelona, se incorporó a las filas del Espanyol, debutando en un partido contra el Sant Gervasi, en un día en el que se presentó una formación inusual. Junto con Ángel Ponz, Gustavo Green, Emilio Sampere y los «tres Joaquines» (Escardó, Carril y García), Belauste formó parte del equipo que ganó la primera edición del Campeonato de Cataluña de fútbol en 1903-04.
Astigarraga fue también jugador del Athletic Club en la temporada 1905-06, y de nuevo en la temporada 1914-15, y presidente del club en la temporada 1910-11, y de nuevo entre 1917 y 1919.

## Carrera profesional
En 1918, Astigarraga fue elegido concejal del Ayuntamiento de Bilbao, que reconoció su labor otorgándole la medalla de oro de la villa. En 1941 fue nombrado presidente del Colegio Oficial de Médicos de Vizcaya. Colaboró en diversas revistas médicas y asistió a varios Congresos Internacionales. También figuró como miembro de la Sociedad Internacional de Gastroenterología y presidió tanto la Fundación Vizcaya Pro-Cardiacos como la Caja de Pensiones y Jubilaciones «Juan Urrutia».

## Vida personal y fallecimiento
Se casó con María del Rosario Vicenta Urigüen y Gallo-Alcántara. Fue bisabuelo de Andrés Merello, del Departamento de Comunicación del RCD Espanyol.
Murió en Bilbao el 9 de septiembre de 1965, a la edad de 83 años. Una calle lleva su nombre.

## Honores
RCD Espanyol
- Campeonato de Cataluña:
  - Campeones (1): 1903–04